# Kotva
Kotva, u elektromagnetu, dio uređaja izrađen od feromagnetičnoga materijala (najčešće od željeza) koji je tako smješten da se može pomicati djelovanjem magnetne sile. Elektromagnet releja, okidača ili sličnih uređaja privlači kotvu kako bi obavio rad, na primjer uspostavio ili prekinuo električni dodir (kontakt) pomicanjem kontaktnih opruga, okidanjem sklopki i prekidača i slično. Kotvom se također naziva i dio od magnetičnoga materijala kojim se zatvara krug među polovima trajnoga magneta kako bi se sačuvao njegov magnetizam.

## Električno zvonce
Električno zvonce ili električno zvono na istosmjernu struju sastoji se od elektromagneta E ispred čijeg pola se nalazi kotva na elastičnom peru A. To pero nosi na slobodnom kraju metalni batić. Kotva dodiruje jednom stranom šiljak prekidača T. Prekidač i elektromagnet su tako vezani da električna struja iz baterije U prelazi na elektromagnet, zatim na kotvu, a preko šiljka prekidača natrag u bateriju. Čim se pritisne dugme K, poteče struja, elektromagnet postane magnetičan, privuče kotvu koja prekine struju. Zbog prekida struje elektromagnet izgubi magnetizam i otpusti kotvu. Kako se to brzo i stalno ponavlja, kotva titra između prekidača i elektromagneta, a s njom i batić koji udara u zvonce.